# Torminalis
Torminalis es un género de plantas perteneciente a la familia de las rosáceas.
Algunos autores consideran que es un probable sinónimo del género Sorbus.

## Taxonomía
Torminalis fue descrita por Friedrich Kasimir Medikus y publicado en Philosophische Botanik 1: 134, 155, en el año 1789.

## Especies
- Torminalis glaberrima (Gand.) Sennikov & Kurtto, especie de la que son sinónimos, entre otros:

Torminalis clusii (M.Roem.) K.R.Robertson & J.B.Phipps
Torminalis orientalis (Schönb.-Tem.) K.R. Robertson & J.B. Phipps
Sorbus torminalis (L.) Crantz 